# Wadsworth Atheneum
Pour les articles homonymes, voir Wadsworth.
Le Wadsworth Atheneum est le plus ancien musée d'art des États-Unis. Il est situé à Hartford, capitale de l’État du Connecticut.

## Description
Le musée rassemble notamment des collections de peintures impressionnistes françaises et américaines, des paysages de l'Hudson River School, des œuvres modernistes et contemporaines, des vêtements et textiles, une collection d'armes à feu Colt ainsi que des collections d'arts décoratifs. Il abrite aussi le fameux Saint Sérapion de Zurbarán, peint en 1628.
Vu par un esthète français en 1952 :

« (...) ravissant musée avec un atrium où sont exposées quelques merveilles : le petit Le Nain à l'église rose du laonnais, deux Zurbaran, un Canaletto, un Rubens admirable (chasse), des Boudin, des Degas très serrés, une collection de maquettes ayant appartenu à Serge Lifar, trois Dali superbes, des meubles, des faïences, le tout clair, raffiné. Un musée modèle. »

— André Fraigneau, Escales d'un Européen, éditions du Rocher, 2005, p 204.

## Œuvres

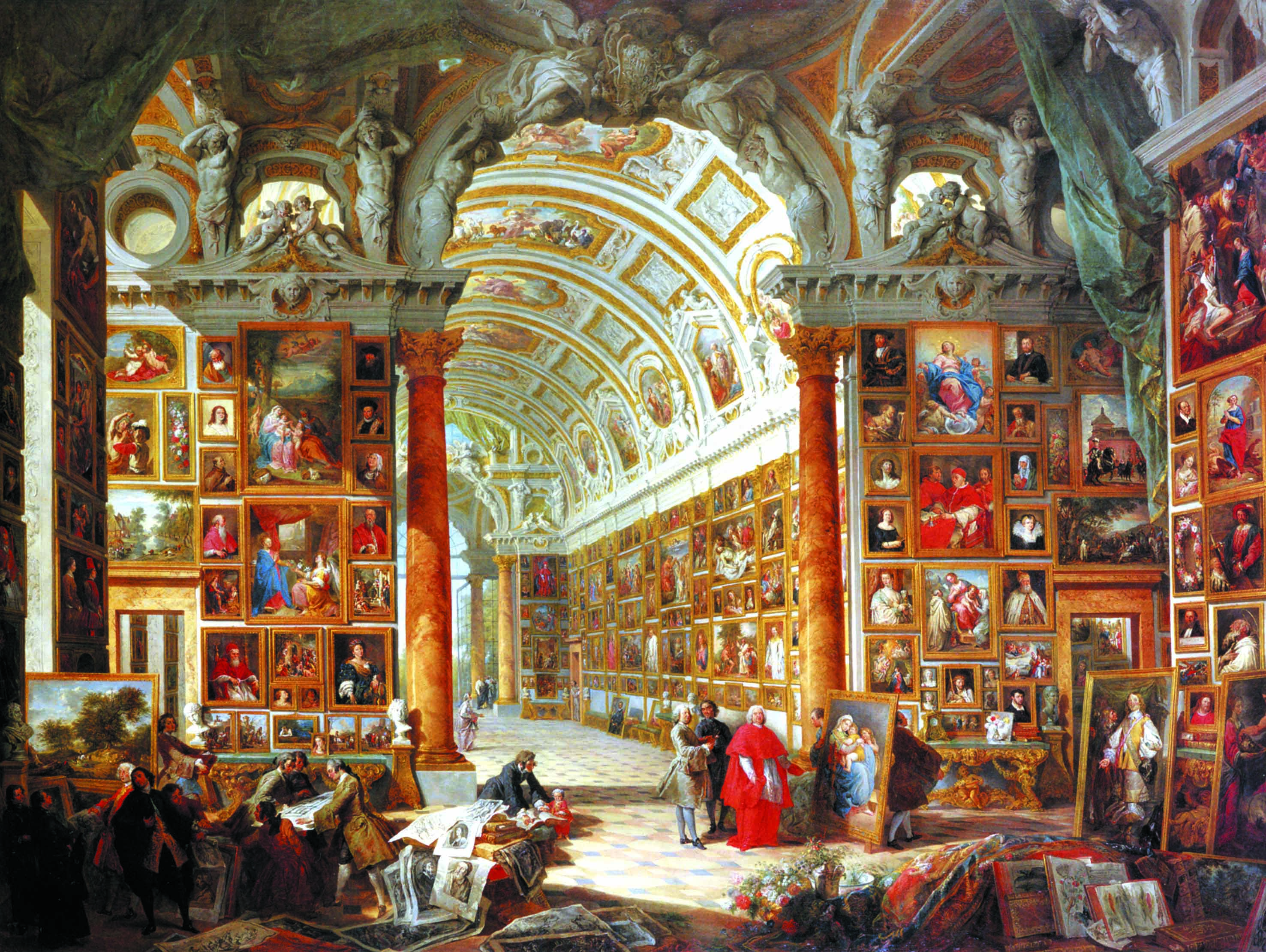
La Galerie du cardinal Silvio Valenti Gonzague, par Giovanni Paolo Panini

- La Chute de Vulcain, par Piero di Cosimo vers 1490
- L'Extase de saint François, par Le Caravage vers 1597
- Autoportrait en joueuse de luth, par Artemisia Gentileschi vers 1615-1618
- Saïnt Sérapion, par Francisco de Zurbarán en 1628
- Paysage avec des ruines, par Canaletto en 1720-1721
- La Galerie du cardinal Silvio Valenti Gonzague, par Giovanni Paolo Panini en 1749
- Femmes conversant, par Francisco de Goya en 1790-1793
- Autoportrait de l'artiste avec son père, par Constance Mayer en 1801
- Entrée à Paris du dauphin, futur Charles V, par Jean-Auguste-Dominique Ingres en 1821
- The Hetch-Hetchy Valley, California, par Albert Bierstadt en 1874-1880
- Jane Avril sortant du Moulin-Rouge, par Henri de Toulouse-Lautrec en 1892
- La Dame de Shalott, par William Holman Hunt vers 1890-1905
- Apparition d'un visage et d'un compotier sur une plage, par Salvador Dalí en 1938

## Peintres représentés
- William Baptiste Baird (1847-1917)
- Vivian E. Browne (1929-1993)